# Kamienica Adama Jurkowskiego w Gdyni
Kamienica Adama Jurkowskiego – zabytkowa kamienica, mieszcząca się przy Skwerze Kościuszki 16 w Śródmieściu Gdyni.
Została zbudowana w 1938 dla prof. farmacji ówczesnego Uniwersytetu Poznańskiego - Adama Jurkowskiego, który prowadził aptekę przy Skwerze Kościuszki 22. 
Po II wojnie światowej w kamienicy mieścił się m.in. konsulat Danii (1946-1954).